# Pierre de Ronsard (rose)
Pour les articles homonymes, voir Ronsard.
Pierre de Ronsard, ou Eden Rose 85, est un cultivar de rosier  mis au point par la rosiériste française Louisette Meilland. C'est une référence au plus célèbre poème du poète de la Renaissance Pierre de Ronsard (1524-1585) : « Mignonne, allons voir si la rose... »

## Description
C'est un rosier grimpant à grandes fleurs très doubles ayant la forme des roses anciennes, globuleuses, d'une couleur formant un dégradé du rose carminé central au rose délicat de l'extérieur. C'est un rosier au parfum très léger et délicat. Les fleurs sont généralement  groupées par deux ou trois et la floraison est très soutenue d'avril à octobre.
Le feuillage est sain, vert vif.
C'est un rosier vigoureux, résistant aux maladies, sensible à certains parasites cependant (acariens).
Sous la forme grimpante, sa hauteur peut atteindre jusqu’à 3 mètres de haut. Il résiste au froid (zone 6).
Il peut être conduit en buisson solitaire ou en groupe, en conteneur ou en rosier standard de 90 cm de haut.
On peut l'admirer dans de nombreuses roseraies du mondes, dont la roseraie de Cologne et la roseraie de Bagatelle.

## Ascendance
Ce cultivar est issu du croisement 'Danse des Sylphes' × 'Haendel' × 'Kalinka'.

## Distinctions

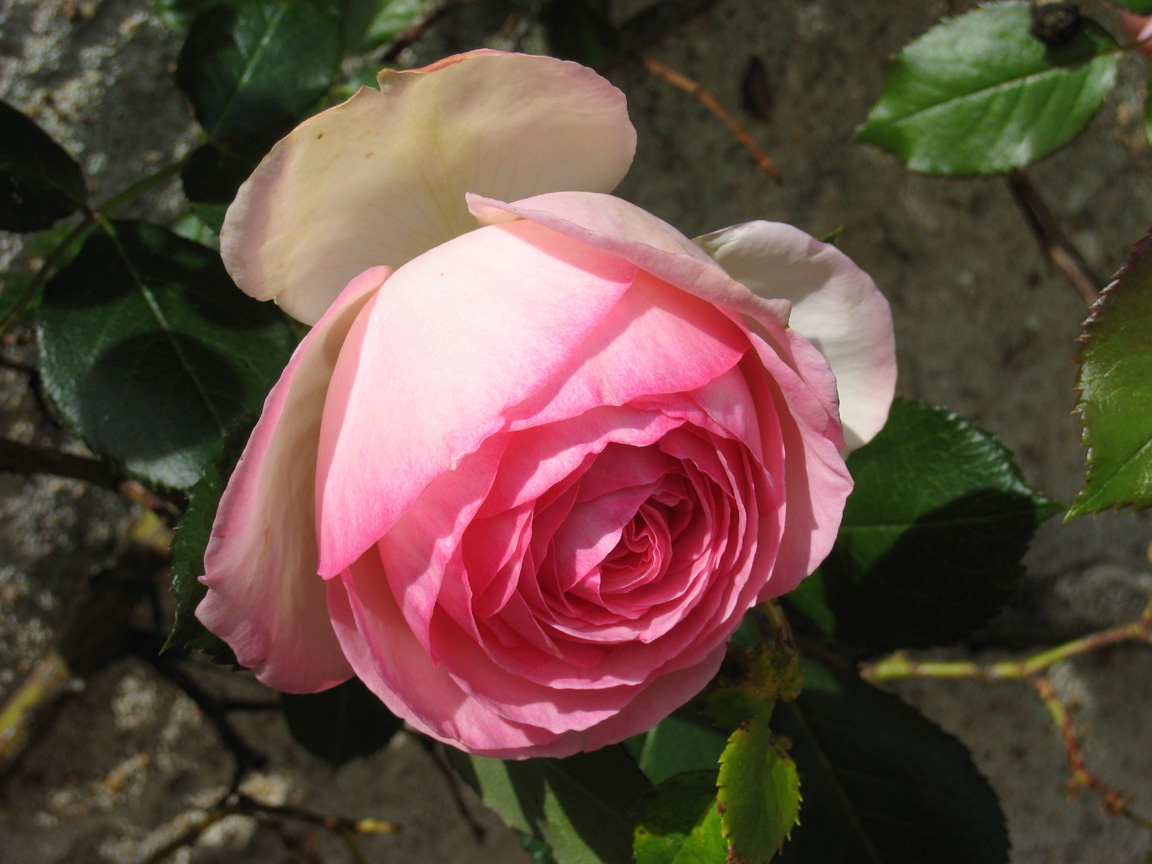
'Pierre de Ronsard'.

- Rose favorite du monde, mai 2006. Cette distinction lui a été décernée à l'occasion de la 14e « convention mondiale de la rose » à Osaka (Japon)[4],[Note 1].